# Mauricio Ortega (wielrenner)
Mauricio Alberto Ortega Ramírez (Salgar, 22 oktober 1980) is een Colombiaans wielrenner die anno 2017 rijdt voor RTS-Monton Racing Team.

## Carrière
Ortega won meerdere etappes in de Ronde van Colombia en de bergklassementen van onder meer de Ronde van Madrid en de Ronde van het Qinghaimeer. Door zijn zesde plaats in het eindklassement van de Ronde van Taiwan in 2017, zijn tweede plaats in dat van de Ronde van het Qinghaimeer en zijn zestiende respectievelijk derde plaats in de twee Rondes van China schreef hij dat jaar het eindklassement van de UCI Asia Tour op zijn naam.

## Overwinningen
2002
 Pan-Amerikaans kampioen tijdrijden, Beloften
2003
5e etappe Ronde van Guatemala
2008
11e etappe Ronde van Colombia
2012
Bergklassement Ronde van Madrid
2013
7e etappe Ronde van Colombia
2015
Bergklassement Ronde van Beauce
2016
6e en 7e etappe Ronde van Colombia
Eind- en bergklassement Ronde van Colombia
Bergklassement Ronde van het Qinghaimeer
Bergklassement Ronde van China I
UCI Asia Tour

## Ploegen
- 2006 –  Atom
- 2010 –  UNE-EPM
- 2011 –  EPM-UNE
- 2012 –  EPM-UNE
- 2015 –  Orgullo Antioqueño
- 2016 –  RTS-Monton Racing Team (vanaf 1-7)
- 2017 –  RTS-Monton Racing Team